# San Juan Guichicovi (kommun)
San Juan Guichicovi är en kommun i Mexiko.   Den ligger i delstaten Oaxaca, i den sydöstra delen av landet, 500 km sydost om huvudstaden Mexico City.
Följande samhällen finns i San Juan Guichicovi:
- San Juan Guichicovi
- Estación Mogoñé
- Santa Ana
- Piedra Blanca
- Paso Real de Sarabia
- Mogoñé Viejo
- Maluco
- Colonia Istmeña
- San Juan Viejo
- El Ocotalito
- Huisicil
- Yerba Santa
- San Antonio
- Barrio Alvarado
- Pachiñe Encinal
- Benito Juárez
- La Zacatera
- Coyol Seco
- Lomería